# هاري ووكر (لاعب كريكت)
هاري ووكر (بالإنجليزية: Harry Walker)‏ (1760 - 1805) هو لاعب كريكت بريطاني (وحمل سابقاً جنسية المملكة المتحدة لبريطانيا العظمى وأيرلندا ومملكة بريطانيا العظمى).